# Беккер, Якоб (фортепианный мастер)

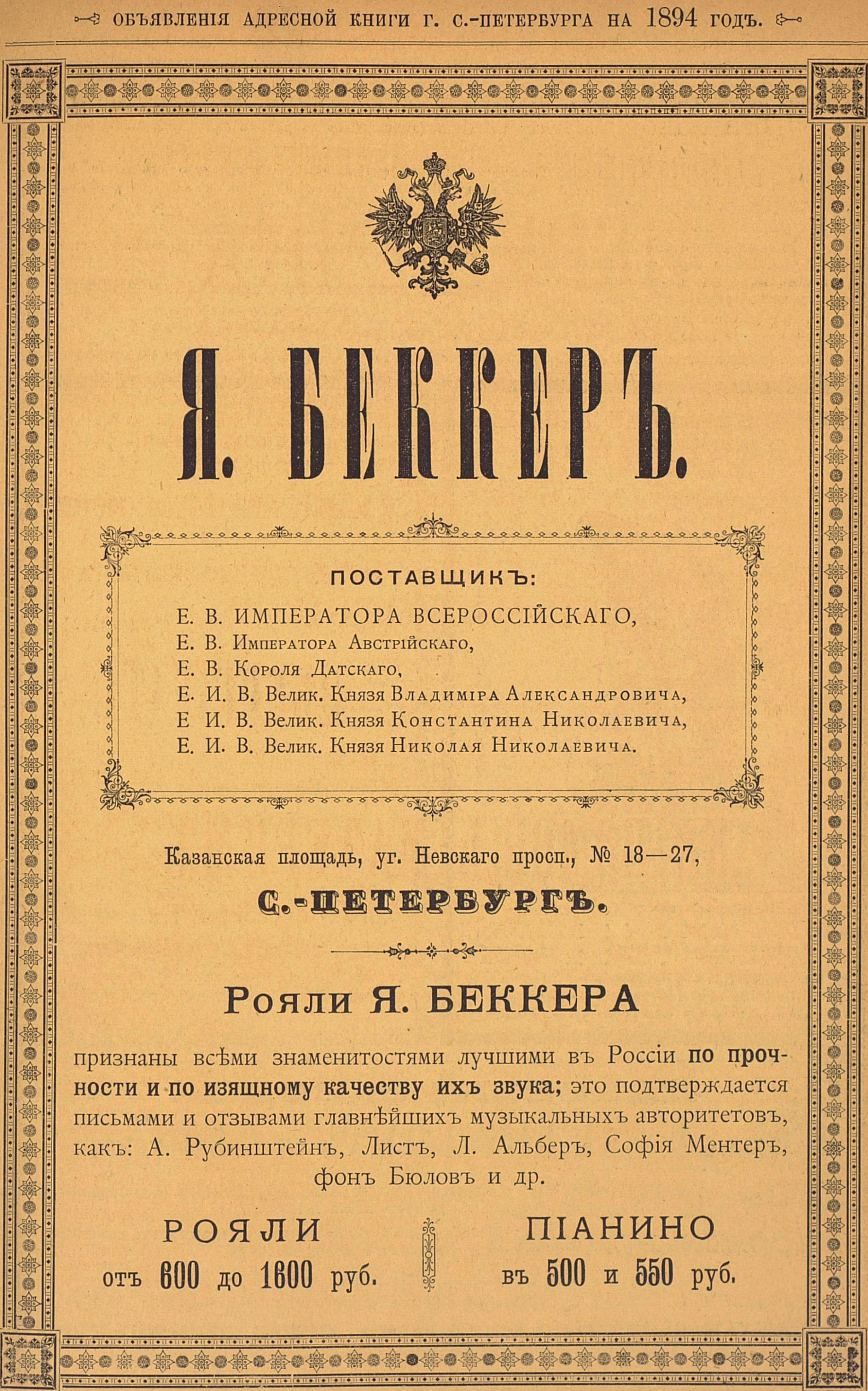
Реклама роялей Беккера. 1894 год

Якоб (Яков Давыдович) Беккер (нем. Jacob Becker; 1809, Франкенталь — не раньше 1887) — петербургский фортепианный мастер немецкого происхождения . Поставщик Двора Его Императорского Величества.
Основатель фортепианной мастерской (затем фабрики) в Санкт-Петербурге (1841), искусство и мастерство которого оказали значительное влияние на русскую культуру и фортепианную промышленность XIX—XX веков.

## Биография
Родился во Франкентале в 1809 году, баварский подданный.
В 1839 г. запатентовал в Баварии рояль и четырёхугольное фортепиано, в которых струны располагались под резонансной декой, а в конструкции вирбельбанка, кроме дерева, использовался металл.
В 1844 г. Беккер получил второй патент на усовершенствование, «имеющее цель улучшить тон и устранить стучание клавиш» — устройства, регулирующего люфт клавиши.
В 1848 г. — третий патент. В этот раз «баварский подданный Яков Давидов сын Беккер» запатентовал рояль с так называемым «нижним строем» — струны в инструменте крепились не к верхнему концу вирбеля, а к нижнему его концу, проходившему сквозь всю толщину вирбельбанка. Он писал: «обновлённое и улучшенное устройство сиё совершенно удовлетворяет всякую изысканность»; отныне все рояли из мастерской Я. Беккера стали производиться только с «нижним строем».
Так, с конца 1840-х гг. рояли Беккера стали пользоваться известностью и получили широкое признание не только в Петербурге, но и во всей Российской империи, включая Царство Польское и Великое княжество Финляндское. Издатель журнала «Нувеллист» пианист М. И. Бернард писал в 1849 году: «Особо замечательны теперь инструменты Беккера, который своими талантами, старательностью и добросовестностью заслужил всеобщую известность. Его рояли по прочности и красоте работы не уступают эраровским (Себастьян Эрар, известный парижский фортепианный мастер), а силою, полнотою и прелестию звука, бесспорно, превосходят их».
В 1851 г. Беккер получил ещё один патент — на модернизированный механизм «английской системы».
В 1851 году мастерская Я. Беккера стала фабрикой «J. Becker». Отказ Якобу Беккеру в принятии российского подданства вынудила в 1861 г. подключиться к делу брата, Франца. Его близость ко двору позволила ему в 1867 году получить для фабрики звание «поставщика Высочайшего Двора и Дворов Наследника Цесаревича, Великих князей Константина Николаевича, Николая Николаевича и Великой княгини Елены Павловны». Тем не менее, отсутствие в мастерской Якоба Беккера сказалось на качестве роялей, которое стало заметно падать. Франц Беккер не отправлял их на выставки (чего многие музыканты и критики, в частности, Ц. А. Кюи не могли понять), они перестали быть конкурентоспособными, что не преминул отметить в 1868 году А. Н. Серов: «В последние 10 лет на первый план выступил Беккер: его рояли и до сих пор пользуются вполне заслуженной знаменитостью. (…) Но Беккер в славе своей теперь уже не одинок, не без соперников…».
В 1871 году фирма была передана в управление М. А. Битепажу и П. Л. Петерсону, а затем перешла в их собственность. Вероятно, Яков Беккер после этого продолжал сотрудничать со своей фирмой, оформив на своё имя в России ещё два патента на изобретения (1874 и 1877).